# هوشسکا
هوشسکا (به چکی: Hošťka) یک منطقهٔ مسکونی در جمهوری چک است که در ناحیه تاخوو واقع شده‌است. هوشسکا ۳۶٫۱۵ کیلومتر مربع مساحت و ۴۴۴ نفر جمعیت دارد و ۵۵۸ متر بالاتر از سطح دریا واقع شده‌است.